# Partido Saavedra
Saavedra ist ein Partido im Westen der Provinz Buenos Aires in Argentinien. Laut einer Schätzung von 2019 hat der Partido 21.847 Einwohner auf 3.500 km². Der Verwaltungssitz ist die Ortschaft Pigüé. Der Partido wurde 1891 von der Provinzregierung geschaffen.

## Orte
Saavedra ist in 7 Ortschaften und Städte, sogenannte Localidades, unterteilt.
- Pigüé (Verwaltungssitz)
- Saavedra
- Espartillar
- Goyena
- Arroyo Corto
- Dufaur
- Colonia San Martín